# پایگاه آب‌نشین هوناه
پایگاه آب‌نشین هوناه (به انگلیسی: Hoonah Seaplane Base) یک فرودگاه همگانی است که یک باند فرود آب دارد و طول باند آن ۲۷۴۳ متر است. این فرودگاه در شهر هوناه، آلاسکا کشور ایالات متحده آمریکا قرار دارد و در ارتفاع ۰ متری از سطح دریا واقع شده‌است.